# Gunārs Astra
Gunārs Astra (Riga, 1931. október 22. – Leningrád, 1988. április 6.) lett emberi jogi aktivista és szovjetellenes másként gondolkodó, akit a Szovjetunióban 1961-ben letartóztattak és 15 év börtönbüntetésre ítéltek. 1976-ban szabadult, 1983-ban ismét letartóztatták, de néhány héttel a halála előtt (1988-ban) szabadon engedték.

## Élete
Rigában született, 1931. október 22-én. Az általános iskola elvégzése után egy elektrotechnikai technikumban tanult tovább. 1952-ben, a diploma megszerzése után a Lett Szovjet Szocialista Köztársaság egyik legnagyobb elektrotechnikai gyárában, a Állami Elektrotechnikai Gyárban kezdett dolgozni. Művelt és szorgalmas munkás lévén előléptették, és a 7. rádiógyártó műhely vezetője lett. Angol nyelvet is tanult az egyetemen.
1958-ban amerikai diplomatákkal találkozott Rigában. Ez a találkozás nagy hatással volt rá, lehetővé tette számára, hogy figyelembe vegye a nyugati kultúrát, és szembenállást alakítson ki a kommunizmussal és a Szovjetunióval szemben. 1961-ben kémkedéssel, szovjetellenes propagandával és hazaárulással vádolták, ezért 15 év börtönbüntetésre ítélték. Mordvinföldön, majd a Permi területen raboskodott. Őrizete alatt képezte magát, és találkozott más politikai foglyokkal a Szovjetunió minden részéről.
1976-ban szabadult, ekkor visszatért Lettországba. Nem változtatott a politikai nézetein, és továbbra is ellenezte a szovjet rendszert. 1983-ban másodszor is letartóztatták, és 7 év börtönbüntetésre ítélték. Ezúttal szovjetellenes irodalom birtoklásával és terjesztésével vádolták. Ezek egyike volt George Orwell 1984 című regénye. A bíróságon Astra megvédte a lett nyelvet és elítélte a szovjet rendszert. Beszédét azzal fejezte be: „Hiszem, hogy ezek az idők úgy tűnnek el, mint egy rémálom. Ez ad erőt, hogy itt álljak és lélegezzek.”
1988 februárjában szabadult a börtönből, de nem sokkal ezután április 6-án egy leningrádi kórházban meghalt szívbetegségben. Rigában a temetésén közel 10 ezren vettek részt.

## Emlékezete
- A Rigai Regionális Bíróság épületén – ahol Astrát elítélték –, emléktábla található.
- Egy fővárosi utca viseli a nevét.
- 2019. május 3-án posztumusz Viesturs Renddel tüntették ki.
- 2022. január 20-án avatták fel az emlékművét a lett legfelsőbb bíróság épülete előtt.

## Fordítás
- Ez a szócikk részben vagy egészben  a   Gunārs Astra című angol Wikipédia-szócikk ezen változatának fordításán alapul.  Az eredeti cikk szerkesztőit annak laptörténete sorolja fel. Ez a jelzés csupán a megfogalmazás eredetét és a szerzői jogokat jelzi, nem szolgál a cikkben szereplő információk forrásmegjelöléseként.